# Nymphoides indica
Classification phylogénétique
Espèce
Synonymes
- Limnanthemum esquirolii H. Lév.
- Limnanthemum humboldtianum (Kunth) Griseb.
- Limnanthemum humboldtianum var. parviflorum Griseb.
- Limnanthemum indicum (L.) Griseb.
- Limnanthemum indicum (L.) Thwaites
- Limnanthemum thunbergianum Griseb.
- Menyanthes indica L. - Basionyme
- Nymphoides humboldtiana (Kunth) Kuntze
- Nymphoides indica subsp. occidentalis A. Raynal
- Nymphoides thunbergiana (Griseb.) Kuntze
- Trachysperma humboldtianum (Kunth) House
- Villarsia humboldtiana Kunth
- Villarsia indica (L.) Vent.[2]

Nymphoides indica est une espèce de plante aquatique de la famille des Menyanthaceae, enracinée, vivace, avec des feuilles flottantes.

## Taxonomie
Nymphoides indica a longtemps été considérée comme une espèce pantropicale, mais des analyses moléculaires ont mis en évidence si Nymphoides indica est asiatico-océanienne, il existe quatre autres groupes d'espèces issus d'événements d'allopolyploïdisation, :
- un clade d'espèces nord-américaines N. aquatica et N. cordata
- un clade d'espèces néotropicales : N. fallax, N. grayana et N. humboldtiana
- l'espèce australienne N. montana
- l'espèce africaine N. senegalensis